# Kurd Gottlob von Knobelsdorff
Kurd Gottlob von Knobelsdorff, également Karl Gottlob von Knobelsdorff (né le 26 juin 1735 à Kossar et mort le 24 février 1807 à Berlin) est un général de division prussien et commandant de la forteresse de Stettin.

## Biographie

### Origine
Il est issu de la famille von Knobelsdorff et est le fils de Johann Friedrich von Knobelsdorff (1693-1760), chef forestier prussien et seigneur héréditaire de Kunow, Bobersberg et Kuckedel, et de sa femme Wilhelmine Charlotte, née von Kalkreuth (1705-1761) de la branche d'Ogersitz. Son frère August Rudolf (de) (1727-1794) devient également général prussien, et son frère Alexander devient même maréchal.

### Carrière militaire
Knobelsdorff est intégré en 1749 comme page du roi prussien Frédéric II. Le 30 novembre 1752, il entre comme enseigne dans le 35e régiment d'infanterie "prince Henri" avec un brevet daté du 11 novembre 1752. Le 2 octobre 1756, il devient sous-lieutenant avant d'entrer dans la guerre de Sept Ans. Knobelsdorff combat à Prague, Kolin, Roßbach, Leuthen et Torgau. Pendant ce temps, il est promu le 7 février 1758 premier lieutenant et le 9 janvier 1762 capitaine d'état-major.
Le 29. En mai 1765, il devient capitaine et commandant de compagnie. À ce titre, il participe à la guerre de Succession de Bavière. Le 24 mai 1781, Knobelsdorff devient major et le 15 juin 1785 il est transféré comme commandant dans un bataillon de grenadiers. Le 13 août 1790, il devient lieutenant-colonel et le 24 mai 1791, il est affecté comme commandant au bataillon de dépôt du 55e régiment d'infanterie "von Tiedemann (de)". Un peu plus tard le 14 juin 1791, il est promu colonel. Le 20 juillet 1792, il devient commandant du bataillon de dépôt du 18e régiment d'infanterie "prince-héritier".
Le 4 août 1797, il est nommé commandant de la forteresse de Stettin avec un salaire de 1 100 thalers et est promu à ce poste de major général le 2 septembre 1798.
Lorsque les Français avancent sur Stettin lors de la guerre de la Quatrième Coalition et que l'armée de campagne prussienne est en grande partie en désarroi après la bataille d'Iéna et la capitulation de Prenzlau la veille, Stettin - comme un certain nombre d'autres forteresses prussiennes - capitule sous les ordres de son gouverneur., le général de corps d'armée Friedrich Gisbert Wilhelm von Romberg, âgé de 77 ans, le 30 octobre 1806. Auparavant, dans un conseil de guerre, aucun officier ne s'est prononcé fermement contre la reddition de la ville. Knobelsdorff, en tant que commandant de la forteresse de Stettin, ainsi que le commandant du fort de Prusse, le général de division Bonaventura von Rauch, acceptent la reddition malgré la supériorité militaire sur les 800 cavaliers français dirigés par leur général Antoine Charles Louis de Lasalle.
Knobelsdorff est donc rendu inactif et le 1er décembre 1806 congédié sans adieu. Des sanctions comparables sont prises par le roi Frédéric-Guillaume III dans son "Publicandum d'Ortelsburg" du 1er décembre 1806 contre tous les généraux et officiers d'état-major qui avaient eu un comportement similaire à celui de Knobelsdorff.
Knobelsdorff décède le 24. février 1807 à Berlin et inhumé quatre jours plus tard au cimetière de la garnison de Berlin.

### Famille
Knobelsdorff se marie ave Karoline Helene von Oppen (morte en 1780) à Spandau en 1765. Le couple a les enfants suivants :
- Heinrich Alexander Karl (1764–1807), major prussien, marié , marié avec :
  - avec Sophie Frederike Johann von Knobloch (1766–1798) de la branche de Pessin
  - le 1er novembre 1798 avec Luise von Lobenthal (de) (1768–1839)

- Friedrich August Karl (né en 1766)
- Wilhelmine Ulrike (1774–1831) mariée en 1798 avec Friedrich Heinrich Karl von Hünerbein (1762–1819), général de division prussien

Après la mort de sa première femme, il se marie le 6 mars 1786 à Nauen avec Wilhelmine Friederike Sophie von Kropff (1755–1835). Les enfants suivants sont nés de ce mariage :
- Alexander Friedrich Adolf (1788-1848), lieutenant général prussien, marié :
  - le 1er mai 1815 avec Alexandra von Gäfertsheim (1796–1828)
  - le 23 août 1830 Ulrike Eleonore von Hünerbein (1804–1832), cousine, fille de Friedrich Heinrich Karl von Hünerbein

le 2 octobre 1834 Auguste von Beust (1810–1887)
- Karl Wilhelm August Ernst Emil (1792–1877), colonel prussien marié le 18 octobre 1823 Klara Müllner (1805–1883), parents du général de division et héraldiste prussien Wilhelm von Knobelsdorff